# Лопушна (Болгарія)
Ло́пушна (болг. Лопушна) — село у Варненській області Болгарії. Входить до складу общини Дилгопол.

## Населення
За даними перепису населення 2011 року у селі проживали 911 осіб.
Національний склад населення села:
| Національність   | Кількість осіб | Відсоток |
| ---------------- | -------------- | -------- |
| турки            | 731            | 81,6 %   |
| болгари          | 21             | 2,3 %    |
| не визначились   | 143            | 16,0 %   |
| Всього відповіли | 896            |          |

Розподіл населення за віком у 2011 році:
Динаміка населення:

## Відомі уродженці
- Ісмаїл Абілов (1951) — борець вільного стилю, дворазовий срібний та бронзовий призер чемпіонатів світу, триразовий чемпіон та срібний призер чемпіонатів Європи, чемпіон Олімпійських ігор.